# Shango

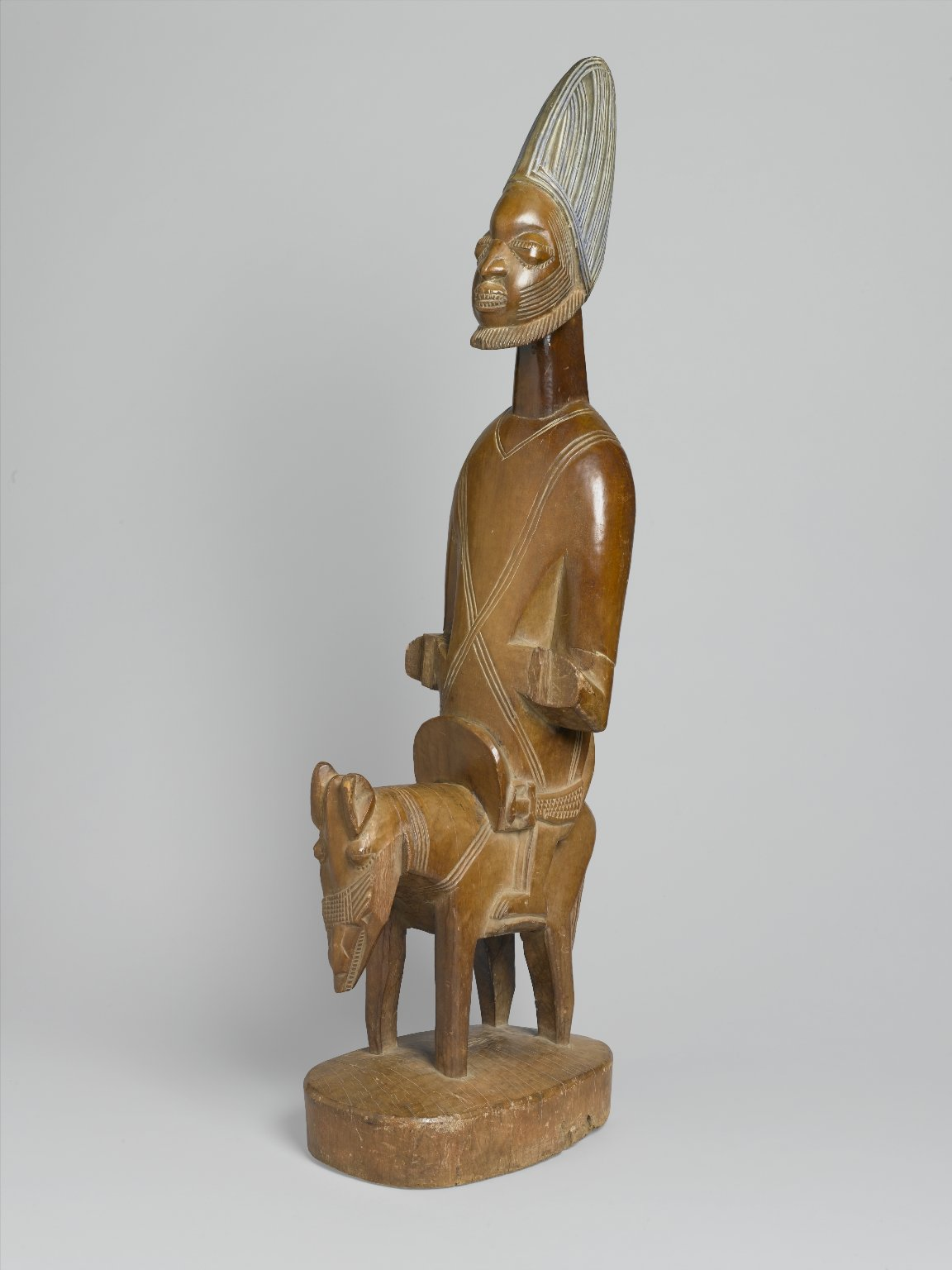
En figur föreställande Shango på en häst

Shango eller Sango var en stormgud i mytologin hos yorubafolket i Nigeria.
I berättelserna om Shango beskrivs hur han som tyrannisk kung bestraffades med landsförvisning och till slut hängde sig och uppsteg till himlen. Han hade sitt religiösa centrum i Koso där han blidkades genom prästernas böner. Shango brukar i konsten gestaltas med en dubbelyxa. Idag finns en staty föreställande Shango i Lagos.
Den kubanska santerían är ett framträdande religiöst arv från Yorubafolket som fördes med slavar till Kuba i den sista vågen av slavtransporter. Där är Shango (stavat Changó) åskans, eldens, den manliga sexualitetens, batá-trummornas och korsvägarnas (de oanade möjligheternas) gud. Även där har han en tveeggad yxa eller en käpp med klyka. Hans färger är rött och vitt. Ofta tillbad slavarna det katolska helgonet Sankta Barbara som ställföreträdare för Shango för att de spanska slavägarna inte skulle hindra deras utövning. Än idag är Changó och Sankta Barbara ett gemensamt begrepp på Kuba.